# Гюнтер Закс
Гюнтер Закс (нім. Günther Sachs; 4 травня 1903, Шпрінге — 15 липня 1962, Венеція) — німецький воєначальник, генерал-майор люфтваффе (1 грудня 1944). Кавалер Лицарського хреста Залізного хреста.

## Біографія
16 березня 1921 року вступив у 6-й артилерійський полк. Навчався в піхотному училищі в Мюнхені (1922/23) та артилерійському училищі в Ютербозі (1923/24). В березні 1925 року закінчив курси спостерігачів при службі аерофотозйомки 6-ї дивізії, а в листопаді 1929 року — зенітні курси в Ютербозі. З жовтня 1934 по червень 1935 року навчався у Військовій академії. 1 квітня 1935 року переведений в люфтваффе, в серпні-жовтні 1935 року пройшов курс спостерігача у Брауншвейзі. З 1 квітня 1936 року — начальник оперативного відділу інспекції зенітної артилерії та ППО. З 1 лютого 1938 року — командир кадрованої важкої зенітної батареї «Хемніц», з 15 листопада 1938 по 30 квітня 1939 року — 1-го дивізіону 22-го зенітного полку.
З 1 вересня 1939 року — начальник оперативного відділу штабу 11-ї авіаційної області, з 24 травня 1940 року — авіаційної області «Бельгія-Північна Франція». З 12 жовтня 1940 року — начальник штабу 8-ї, з 16 грудня 1940 року — 11-ї авіаційної області. З 22 січня 1942 року — командир 6-го зенітного полку, з 20 листопада 1942 року — начальник оперативного відділу штабу 3-го авіапольового корпусу. З 20 листопада 1942 року — начальник штабу 8-ї авіаційної області. 1 лютого 1944 року призначений командиром 10-ї зенітної моторизованої бригади, одночасно в березні-червні 1944 року виконував обов'язки командира 10-ї зенітної дивізії. З 2 жовтня 1944 року — командир 18-ї зенітної моторизованої дивізії, одночасно 24 квітня 1945 року очолив командування ВПС «Східна Пруссія». Намагався організувати опір радянським військам. Наприкінці війни зміг вирватися з оточення і 8 травня 1945 року здався британським військам. 25 лютого 1948 року звільнений.

## Нагороди
- Нагрудний знак спостерігача (24 вересня 1935)
- Медаль «За вислугу років у Вермахті»
  - 4-го і 3-го класу (12 років; 2 жовтня 1936) — отримав 2 медалі одночасно.
  - 2-го класу (18 років; 15 травня 1939)
- Залізний хрест
  - 2-го класу (27 квітня 1940)
  - 1-го класу (9 квітня 1942)
- Медаль «За зимову кампанію на Сході 1941/42» (2 серпня 1942)
- Нагрудний знак зенітної артилерії люфтваффе (4 серпня 1942)
- Німецький хрест в золоті (3 січня 1944)
- Лицарський хрест Залізного хреста (24 січня 1945) — за особисту хоробрість і успішне командування 18-ю зенітною дивізією.
- Відзначений у Вермахтберіхт (10 березня 1945)